# Иоанн (Рибейру)
Иоа́нн (порт. João, в миру  Мариу Мануэл Лопеш Рибейру, порт. Mário Manuel Lopes Ribeiro; 10 мая 1956, Сепойнш, Визеу, Португалия) — предстоятель Кафолической православной церкви Португалии с титулом «Архиепископ Браги и Лиссабона, Митрополит и Примас Португалии, Испании и всей Бразилии».

## Биография
12 апреля 1982 года поступил послушником в Преображенский монастырь, входивший в юрисдикцию «Православной Церкви Португалии», возглавляемой Гавриилом (де Роша).
9 мая того же года был посвящён во иподиакона, а 18 июня — в рясофорного послушника.
14 июля 1984 года рукоположён в сан диакона целибатом. 28 сентября 1986 году был возведён в архидиакона.
26 сентября 1990 года «Православная Церковь Португалии» была принята в юрисдикцию Польской Православной Церкви, при этом всё её духовенство, в том числе архидиакон Иоанн, было принято в сущем сане.
25 мая 1991 года пострижен в монашество с именем Иоанн и на следующий день рукоположён в сан иеромонаха, в тот же день был возведён в сан архимандрита и получил назначение на должность настоятеля Спасо-Преображенского монастыря.
14 декабря 1991 года в Варшаве был хиротонисан во епископа Сельвийского и Портимайского.
12 июля 1993 году был возведён в сан архиепископа.
21 июня 1995 году пострижен в великую схиму.
8 июня 1997 году архиепископ Иоанн (Рибейру) был избран Предстоятелем «Православной Церкви Португалии». 15 июня того же года состоялась его интронизация, которую возглавил митрополит Варшавский и всея Польши Василий (Дорошкевич).
13 марта 2001 года Священный Синод Польской Православной церкви констатировал, что Митрополит Иоанн отказался подчиняться предыдущим указам этого Синода, а именно Указу № 293 от 30 октября 2000 года и указу № 293 от 30 января 2001 года, митрополит Иоанн продолжает поддерживать общение в молитве с сектой в Торрес-Навас, митрополит Жуан выразил в письменном виде намерение разорвать общение с юрисдикцией Православной Польской Церкви в своём письме от 28 февраля 2001 года. В связи с этим Священный Синода Польской православной церкви постановил разорвать молитвенной общение с митрополитом Иоанном и теми, кто будет оставаться в общении с ним. Синод констатировал, что Митрополит Иоанн, из-за его зависимость от секты в Торрес-Новасе «потерял чувство ответственности за сохранение и поддержание чистоты святой веры православной и, соответственно, сам стал членом этой секты».
8 августа 2001 года митрополит Иоанн был отлучён от Церкви. Вскоре после этого «Православная Церковь Португалии» стала именоваться «Католической Православной Церковью Португалии».